# Lista de icebergs registrados por área
Esta é uma lista de aicebergues registrados pelo total de área.
| Iceberg                                                          | Superfície (km²) | Dimensão máxima (km) | Largura máxima (km) | Ano  | Foto | Referência |
| ---------------------------------------------------------------- | ---------------- | -------------------- | ------------------- | ---- | ---- | ---------- |
| B-15                                                             | 11,000           | 295                  | 37                  | 2000 |      |            |
| B-9                                                              | 5,390            |                      |                     | 1987 |      |            |
| B-17B                                                            | 140              |                      |                     | 1999 |      |            |
| C-19                                                             | 5,500            |                      |                     | 2002 |      |            |
| D-16                                                             | 310              |                      |                     | 2006 |      |            |
| Sem nome, quebrado da Geleira de Petermann norte da Gronelândia. | 260              |                      |                     | 2010 |      |            |
| A-38                                                             | 6,900            | 144                  | 48                  | 1998 |      | [ 1 ]      |
| B-15A                                                            | 3,100            |                      |                     | 2003 |      |            |
| B-31                                                             | 660              |                      |                     | 2013 |      |            |